# Numéro FEMA
Le numéro FEMA est un numéro d'identification attribué aux substances chimiques ou à leurs mélanges (par exemple sous forme d'huile essentielle) par l'organisation américaine Flavor and Extract Manufacturers Association (« Association des fabricants d'arômes et d'extraits ») ou FEMA.

## Attribution
La condition d'attribution d'un numéro FEMA à une substance est qu'elle soit utilisée comme parfum, arôme ou colorant dans des aliments ou comme ingrédient cosmétique (par exemple dans les parfums). En outre, les experts de la FEMA effectuent une classification des risques : les substances ayant un numéro sont « généralement reconnues comme sûres » (anglais : generally recognized as safe ( GRAS ). Cependant, le statut GRAS a déjà été retiré à la suite de découvertes ultérieures.
Depuis 1959, la FEMA a évalué environ trois mille substances et leur a attribué un numéro d'identification, à partir de 2001,. Les ajouts à la liste des substances sont publiés par la FEMA à intervalles irréguliers.
Au sein de l’Union européenne, une substance portant un numéro FEMA n'a pas de statut juridique particulier. Un « numéro E » est attribué aux additifs alimentaires approuvés, et un « numéro FL » aux arômes.